# National Board of Review Awards 1932
La 4ª edizione dei National Board of Review Awards si è tenuta nel 1932.
È stato assegnato per la prima volta il premio per il miglior film.

## Classifiche

### Migliori dieci film
- Addio alle armi (A Farewell to Arms), regia di Frank Borzage
- Come tu mi vuoi (As You Desire Me), regia di George Fitzmaurice
- Febbre di vivere (A Bill of Divorcement), regia di George Cukor
- Io sono un evaso (I Am a Fugitive from a Chain Gang), regia di Mervyn LeRoy
- Madame Rocketeer, regia di Harry Wagstaff Gribble e Alexander Hall
- Mancia competente (Trouble in Paradise), regia di Ernst Lubitsch
- Payment Deferred, regia di Lothar Mendes
- Scarface - Lo sfregiato (Scarface), regia di Howard Hawks
- Tarzan l'uomo scimmia (Tarzan the Ape Man), regia di W. S. Van Dyke
- Two Seconds, regia di Mervyn LeRoy

### Migliori film stranieri
- A me la libertà! (À nous la liberté), regia di René Clair
- Der Andere, regia di Robert Wiene
- Il cammino verso la vita (Putyovka v zhizn), regia di Nikolai Ekk
- Ragazze in uniforme (Mädchen in Uniform), regia di Leontine Sagan
- Il ratto di Monna Lisa (Der Raub der Mona Lisa), regia di Géza von Bolváry
- Service for Ladies, regia di Alexander Korda
- Tell England (o The Battle of Gallipoli), regia di Anthony Asquith e Geoffrey Barkas
- La tragedia della miniera (Kameradschaft), regia di Georg Wilhelm Pabst
- Zlatye gory, regia di Sergej Iosifovič Jutkevič
- Zwei Menschen, regia di Erich Waschneck

## Premi
- Miglior film: Io sono un evaso (I Am a Fugitive from a Chain Gang), regia di Mervyn LeRoy